# یواس‌اس وسترن لایت (آی‌دی-۳۳۰۰)
یواس‌اس وسترن لایت (آی‌دی-۳۳۰۰) (به انگلیسی: USS Western Light (ID-3300)) یک کشتی بود که طول آن ۴۲۳ فوت ۹ اینچ (۱۲۹٫۱۶ متر) بود. این کشتی در سال ۱۹۱۸ ساخته شد.